# Vallée de l’Ernz
Vallée de l’Ernz (tyska: Ernztalgemeinde) är en kommun i Luxemburg. Den ligger i kantonen Diekirch i distriktet Diekirch, i den centrala delen av landet, 24 kilometer norr om huvudstaden Luxemburg. 
Administrativ huvudort är Medernach. 

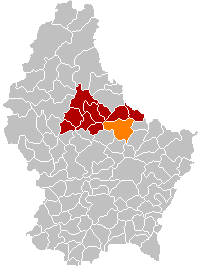
Vallée de l’Ernz markerad med orange i karta över Luxemburg